# Акбашский канал
Акба́шский кана́л — оросительный канал, использующийся для орошения сельскохозяйственных угодий южной и западной части Терского района Кабардино-Балкарии.

## География
Канал берёт своё начало к югу от села Плановское, где с правого берега реки Терек берут воды для канала. Далее канал идёт на северо-восток. К югу от села Верхний Акбаш он резко сворачивает налево и далее течёт на север.
У северной окраины села Нижний Акбаш сворачивает на северо-запад, проходя вдоль юго-западного подножия Арикского хребта. К западу от села Арик, канал обратно впадает в Терек. Высота устья — 235 м над уровнем моря.
Общая протяжённость основной магистрали канала составляет 36 километров.

## Характеристики
Акбашский магистральный канал — часть крупной республиканской ирригационной системы входящая в Малокабардинскую опытно-оросительную систему (МКООС). Был введён в эксплуатацию в 1928 году. В 1995 году реконструирована.
Система имеет комплексное назначение, кроме орошения земель, канал обеспечивает подачу для нужд энергетики, рыбного хозяйства и на другие хозяйственные цели населения.
На канале построен Малый ГЭС с первоначальной выработкой 6,5 кВт/ч электроэнергии. После реконструирования, ГЭС работает с мощностью выработки в 1,1 мВт/ч.
Вдоль его территории также имеются 7 искусственных прудов общей площадью в 98 гектаров, используемые для ведения рыбного хозяйства.
Благодаря реконструкции канала урожайность местности сильно возросла. Высокий удельный вес кормовых культур создал устойчивую, полноценную кормовую базу для животноводства.

## Связанные каналы
От основной магистрали Акбашского канала ответвляются несколько других водоканалов.
К востоку от села Плановское из Акбашского канала выходит первая ветка — Белоглинский канал, несущая воды в сторону села Белоглинское.
К югу от села Верхний Акбаш, от основной магистрали выходит вторая ветка — Безымянный канал, тянущийся далее на восток.
Между сёлами Верхний Акбаш и Заводское, от основного канала выходит третья ветка — Тамбовский канал.
В районе села Арик из него выходит четвёртая ветка — канал Куян, который связывает Акбашский канал с Малокабардинским каналом.
Кроме того, к югу от села Тамбовское, в канал несёт свои воды родниковый ручей — Чёрная Речка. К юго-востоку от села Арик в Акбашский канал впадает река Дея.

## Населённые пункты
Вдоль основной артерии Акбашского канала расположены сёла — Плановское, Верхний Акбаш, Заводское, Тамбовское, Нижний Акбаш и Арик.